# Mobile Suit Gundam: The 08th MS Team
Mobile Suit Gundam: The 08th MS Team (Nhật: 機動戦士ガンダム 第08MS小隊 Hepburn: Kidō Senshi Gandamu Dai Zerohachi Emu Esu Shōtai) là một bộ original video animation (OVA) anime trong dòng phim Gundam, được phát hành từ ngày 25 tháng 1 năm 1996 tới ngày 25 tháng 7 năm 1999 và có tổng cộng 12 tập. Phim tập trung vào một đội bộ binh thuộc Earth Federation trong One Year War - đặc biệt là vào thời điểm một tháng trước khi nội dung của bộ Gundam gốc năm 1979 bắt đầu và vào tuần cuối cùng của cuộc chiến này.

## Cốt truyện
Phim lấy bối cảnh vào năm Universal Century 0079 tại một khu rừng ở Đông Nam Á. Earth Federation và Principality of Zeon giao tranh để chiếm quyền kiểm soát khu vực này cũng như các tài nguyên ở đây. Niềm hi vọng cho chiến thắng của Zeon lúc này được đặt vào một mobile armor thử nghiệm và pilot của nó là Aina Sahalin. Trong khi đó, phe Earth Federation nhận được quân tiếp viện qua việc Thiếu úy Shiro Amada được thuyên chuyển về làm Chỉ huy của 08th MS Team. Aina và Shiro đã biết nhau từ trước qua một cuộc giải cứu ở ngoài không gian, nhưng ngay khi Shiro biết được sự thật Aina là pilot của mobile armor bên Zeon thì anh đã bị bắt vì tình nghi phản bội. Phe Federation cho Shiro một cơ hội duy nhất để chuộc tội là: Anh phải đưa 08th MS Team vào sâu trong lãnh địa của phe Zeon để tìm căn cứ bí mật của Zeon. Phe Zeon sau đó bị dồn vào chân tường và chiến thắng của phe Federation đang nằm trong tay Shiro và đội của anh, hai con người yêu nhau sẽ phải quyết định lòng trung thành của mình thật sự nằm ở đâu: là dành cho người kia hay dành cho phe của họ.

## Characters

### Nhân vật chính
Thiếu úy Shiro Amada
Shiro là Chỉ huy của 08th Mobile Suit Team thuộc lực lượng Earth Federation đang đóng quân ở Đông Nam Á. Trước khi Shiro nhận vị trí này thì anh đã trở thành bạn với một pilot của Zeon tên là Aina Sahalin trong một cuộc chạm trán ngoài không gian và không hề biết số phận của mình với Aina sẽ lại một nữa giao nhau như thế. Shiro Amada do Nobuyuki Hiyama lồng tiếng.
Aina Sahalin
Aina là thành viên của một gia đình quý tộc tại quê nhà của Zeon, Aina là phi công cho chương trình thử nghiệm mobile armor mới do anh trai cô là Ginias đứng đầu. Trong khi thực hiện với vị trí pilot của mẫu Zaku thử nghiệm ngoài không gian, cô đã gặp Shiro Amada và trở thành bạn với anh dù hai người ở hai phía chiến tuyến. Hoàn cảnh tương tự cũng xảy ra khi hai người gặp nhau sau đó trong phim. Aina Sahalin do Kikuko Inoue lồng tiếng.

### Các nhân vật phụ
Hạ sĩ Eledore Massis
Massis là một thành viên lâu năm của 08th MS Team và là tài xế của một chiếc xe hạng nặng hỗ trợ cho đội. Anh không dũng cảm cho lắm và tự thừa nhận mình không phải là một người lính thực thụ, nhưng anh sẵn sàng lao vào nguy hiểm khi cần thiết, đặc biệt là khi nó có liên quan đến Karen. Eledore Massis do Keiji Fujiwara lồng tiếng.
Thượng sĩ Karen Joshua
Cô là người phục vụ trong đội lâu nhất với vị trí pilot của mobile suit, lúc đầu Karen thấy lúng túng khi Shiro để cho cô giữ vị trí phó chỉ huy trong đội. Cô trước là một sinh viên ngành và có một người chồng quá cố là bác sĩ trong quân đội, Karen có thể kiêm làm bác sĩ dã chiến trong trường hợp khẩn cấp. Karen Joshua do Mami Koyama lồng tiếng.
Hạ sĩ Michel Ninorich
Michel gia nhập 08th MS Team cùng lúc với Shiro, cậu là cộng sự của Eledore, giữ vị trí hoa tiêu và pháo binh. Trong suốt cuộc chiến, cậu hay viết thư cho người bạn gái tên là BB đang sống ở một colony bên ngoài không gian. Michel Ninorich doHiro Yuukilồng tiếng.
Thượng sĩ Terry Sanders Jr.
Một quân nhân lâu năm khác của 08th MS Team, Sanders được coi là một vận xui: mọi đội anh tham gia vào đều bị tiêu diệt nhưng chỉ duy nhất mình anh là còn sống sót. Anh được gọi với cái tên "Thần chết Sanders". Terry Sanders Jr. do Tesshō Genda dolồng tiếng.
Kiki Rosita
Kiki là con gái của thủ linh phe du kích kháng chiến chống Zeon. Cô gặp Shiro ngay trước khi anh bị quân du kích bắt và bắt đầu thích Shiro. Khi Shiro thuyết phục được phe du kích hỗ trợ 08th MS Team thì Kiki đã theo anh, giữ vị trí hỗ trợ và làm liên lạc viên giữa đơn vị MS với quân du kích. Kiki Rosita do Chinami Nishimura lồng tiếng.
Kojima
Tiểu đoàn trưởng của Kojima Battalion, là đơn vị mà 08th MS Team trực thuộc, Kojima là kiểu binh sĩ bình thường điển hình và sẽ thực hiện theo đúng mệnh lệnh của cấp trên. Tuy nhiên thì trong phần cuối phim, ông nhận ra chiến thuật của Tướng Isan Ryer quá tàn bạo và phản đối nó, ông thấy rằng đã có quá đủ người tốt phải ngã xuống rồi. Yuri Kojima do Yuzuru Fujimoto lồng tiếng.
Thiếu tướng Ginias Sahalin
Anh trai của Aina Sahalin, Ginias sĩ quan chỉ huy chính của Zeon trong nhiệm vụ chế tạo ra một mobile weapon với sức hủy diệt lớn đủ khả năng để tiêu diệt tổng hành dinh quân sự của lực lượng Earth Federation tại Jaburo. Mặc dù Ginias luôn thể hiện mình là một quân nhân giỏi và vượt trội, nhưng thực ra anh ta đang mắc một căn bệnh không rõ tên. Ginias Sahalin do Sho Hayami lồng tiếng.
Đại tá Norris Packard
Một pilot thuộc lực lượng của Zeon tại Đông Nam Á được chỉ định làm quan sát viên, Norris sau này đóng quân ở căn cứ bí mật của Ginias Sahalin và giám sát Aina Sahalin trong chương trình Apsalus mobile armor. Ông tử trận ở Tập 10 khi bị quân của Federation vây hãm tại căn cứ sau khi giao chiến với Shiro Amada. Norris Packard do Osamu Ichikawa Lồng tiếng.
Thiếu tướng Yuri Kellarny
Một người bạn của nhà Sahalins, Kellarny là chỉ huy của lực lượng quân đội Zeon tại châu Âu. Mặc dù trước nhà Sahalin anh tỏ ra tục tĩu và thô bạo, nhưng mặt khác thì Kellarny lại là một quân nhân ưu tú và luôn quan tâm tới các binh sĩ cấp dưới. Sau khi căn cứ Odessa thất thủ trước Federation, Yuri cùng những người còn sống sót trong lực lượng của mình tới chỗ căn cứ Ginias để trú ẩn, với hi vọng sẽ tìm thấy vũ khí ở đây. Ginias đã giết anh ta khi Kellarny cố gắng vào trong đó. Yuri Kellarny do Kyonosuke Kami lồng tiếng.

## Các Mobile Suit xuất hiện trong phim

### Earth Federation
1. RX-75 Mass Production Guntank (量産型ガンタンク) (Type: Soldier)
2. RB-79K Ball K (先行量産型ボール) (Type: Soldier)
3. RX-79G Ground Gundam (陸戦型ガンダム) (Type: Soldier)
4. RX-79GEZ8 Gundam EZ8 (ガンダムEZ8) (Type: Commander)
5. RGM-79E Prototype GM (初期型ジム) (Type: Soldier)
6. RGM-79G Ground GM (陸戦型ジム) (Type: Soldier)
7. RGM-79G GM Sniper (ジム・スナイパー) (Type: Soldier)

### Zeon
1. MSM-04 Acguy (アッガイ) (Type: Soldier)
2. MS-05 Zaku I (ザクI) (Type: Soldier)
3. MS-05 Topp's Zaku (トップ専用ザク) (Type: Commander)
4. MS-06 Zaku II (ザクII) (Type: Soldier)
5. MS-06J Dell's Zaku (デル専用ザク) (Type: Commander)
6. MS-06J Ash's Zaku (アス専用ザク) (Type: Commander)
7. MS-06JC Ground Zaku II (陸戦型ザクII) (Type: Soldier)
8. MS-06K Zaku Cannon (ザクキャノン) (Type: Soldier)
9. MS-06V Zaku Tank (ザクタンク) (Type: Soldier)
10. MS-06RD-4 Prototype Zaku II (宇宙用高機動試験型ザク) (Type: Soldier)
11. MS-07B-3 Gouf Custom (グフカスタム) (Type: Commander)
12. MS-07H-8 Gouf Flight Type (グフフライトタイプ) (Type: Soldier)
13. MS-09 Dom (ドム) (Type: Soldier)

## Sản xuất và phát triển
Bộ phim bắt đầu được sản xuất từ năm 1995 với tập đầu tiên phát hành ngày 25 tháng 1 năm 1996. Quá trình sản xuất không gặp vấn đề gì cho đến khi đạo diễn Takeyuki Kanda qua đời vào tháng 7 năm 1996. Đạo diễn Umanosuke Iida của GONZO giữ chịu trách nhiệm khâu sản xuất cho phần còn lại của phim.

## Nhạc phim
Bài hát mở đầu:
- Arashi no Naka de Kagayaite (嵐の中で輝いて, lit. Shine in the Storm) do Chihiro Yonekura thể hiện.

Bài hát kết thúc:
- 10 Years After do Chihiro Yonekura trình bày.
- Mirai no Futari ni (未来の二人に, lit. The Future for Both of Us) trình bày bởi Chihiro Yonekura (tập 11).
- Arashi no Naka de Kagayaite (嵐の中で輝いて, lit. Shine in the Storm) trình bày bởi Chihiro Yonekura (tập 12).
- Eien no Tobira (永遠の扉, lit. Gateway to Eternity) trình bày bởi Chihiro Yonekura (bài hát kết thúc của movie Miller's Report).

## Số tập
| No. | Tên                                             | Ngày phát hành       |
| --- | ----------------------------------------------- | -------------------- |
| 1   | "Futari Dake no Sensou" (二人だけの戦争)        | 25 tháng 1 năm 1996  |
| 2   | "Mitsurin no Gandamu" (密林のガンダム)          | 25 tháng 1 năm 1996  |
| 3   | "Shinrai he no Genkai Jikan" (信頼への限界時間) | 25 tháng 3 năm 1996  |
| 4   | "Zujō no Akuma" (頭上の悪魔)                    | 25 tháng 3 năm 1996  |
| 5   | "Yaburareta Taiki Meirei" (破られた待機命令)    | 25 tháng 10 năm 1996 |
| 6   | "Nessa Sensen" (熱砂戦線)                       | 18 tháng 10 năm 1996 |
| 7   | "Saikai" (再会)                                 | 25 tháng 10 năm 1997 |
| 8   | "Gunmu to Risō" (軍務と理想)                    | 18 tháng 12 năm 1997 |
| 9   | "Saizensen" (最前線)                            | 25 tháng 2 năm 1998  |
| 10  | "Furueru Yama (Zenpen)" (震える山(前編))        | 25 tháng 7 năm 1998  |
| 11  | "Furueru Yama (Kōhen)" (震える山(後編))         | 25 tháng 4 năm 1999  |
| 12  | "Rasuto Rizōto" (ラスト・リゾート)              | 25 tháng 7 năm 1999  |

### Miller's Report
Mobile Suit Gundam: The 08th MS Team Miller's Report là một bộ phim tổng hợp phát hành vào năm 1998, movie phần lớn tập trung vào việc Shiro Amada bị đưa ra tòa án binh do có liên quan tới phe địch. Bộ phim kết hợp nội dung từ tám tập đầu cùng một số cảnh mới. Bộ phim cũng giới thiệu thêm một nhân vật mới là Alice Miller, một nữ Điều tra viên được Earth Federation chỉ định để thu thập thêm bằng chứng chống lại Shiro.
Bộ phim cũng giải thích thêm và làm rõ ràng hơn nội dung giữa tập 8, tập 9 với cảnh Eledore trở về và cùng nhóm nhận nhiệm vụ mới.